# Austrachelas kalaharinus
Espèce
Austrachelas kalaharinus est une espèce d'araignées aranéomorphes de la famille des Gallieniellidae.

## Distribution
Cette espèce est endémique de l'État-Libre en Afrique du Sud,. Elle se rencontre vers Kimberley.

## Description
Le mâle holotype mesure 7,20 mm.

## Étymologie
Son nom d'espèce lui a été donné en référence au lieu de sa découverte, le désert du Kalahari.

## Publication originale
- Haddad, Lyle, Bosselaers & Ramirez, 2009 : A revision of the endemic South African spider genus Austrachelas, with its transfer to the Gallieniellidae (Arachnida: Araneae). Zootaxa, no 2296, p. 1-38.